# NGC 386
NGC 386 is een elliptisch sterrenstelsel in het sterrenbeeld Vissen. Het hemelobject ligt ongeveer 255 miljoen lichtjaar van de Aarde verwijderd en werd op 4 november 1850 ontdekt door de Ierse astronoom William Parsons.

## Synoniemen
- PGC 3989
- MCG 5-3-57
- 4ZW 38
- ZWG 501.88
- Z 0104.8+3205
- ARAK 27
- VV 193
- NPM1G +32.0045
- Arp 331